# Boule de neige
Pour les articles homonymes, voir Boule de neige (homonymie).
Ne doit pas être confondu avec Boule à neige.

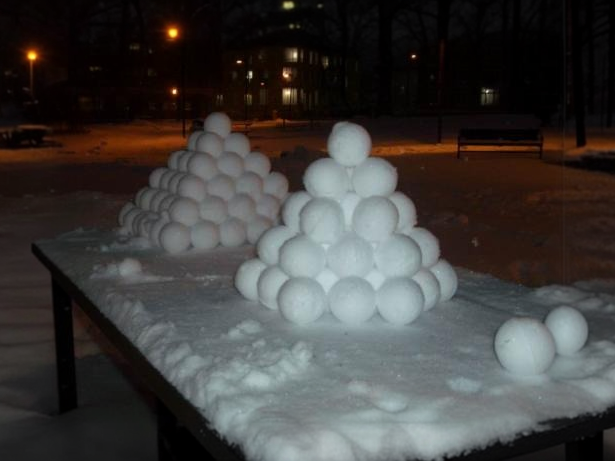
Pyramides formées de boules de neige.

Une boule de neige est un amas de neige confectionné dans un but généralement ludique, dans le cadre d'une bataille de boules de neige ou de la création d'un bonhomme de neige par exemple. Une boule de neige est généralement débutée en amassant de petites quantités de neige dans les mains. Cette masse peut ensuite être roulée sur de la neige au sol pour augmenter son volume par agrégation.
Le fraisage de la couche superficielle des pistes de ski par les dameuses peut aboutir à la formation de petites boulettes de neige dures.

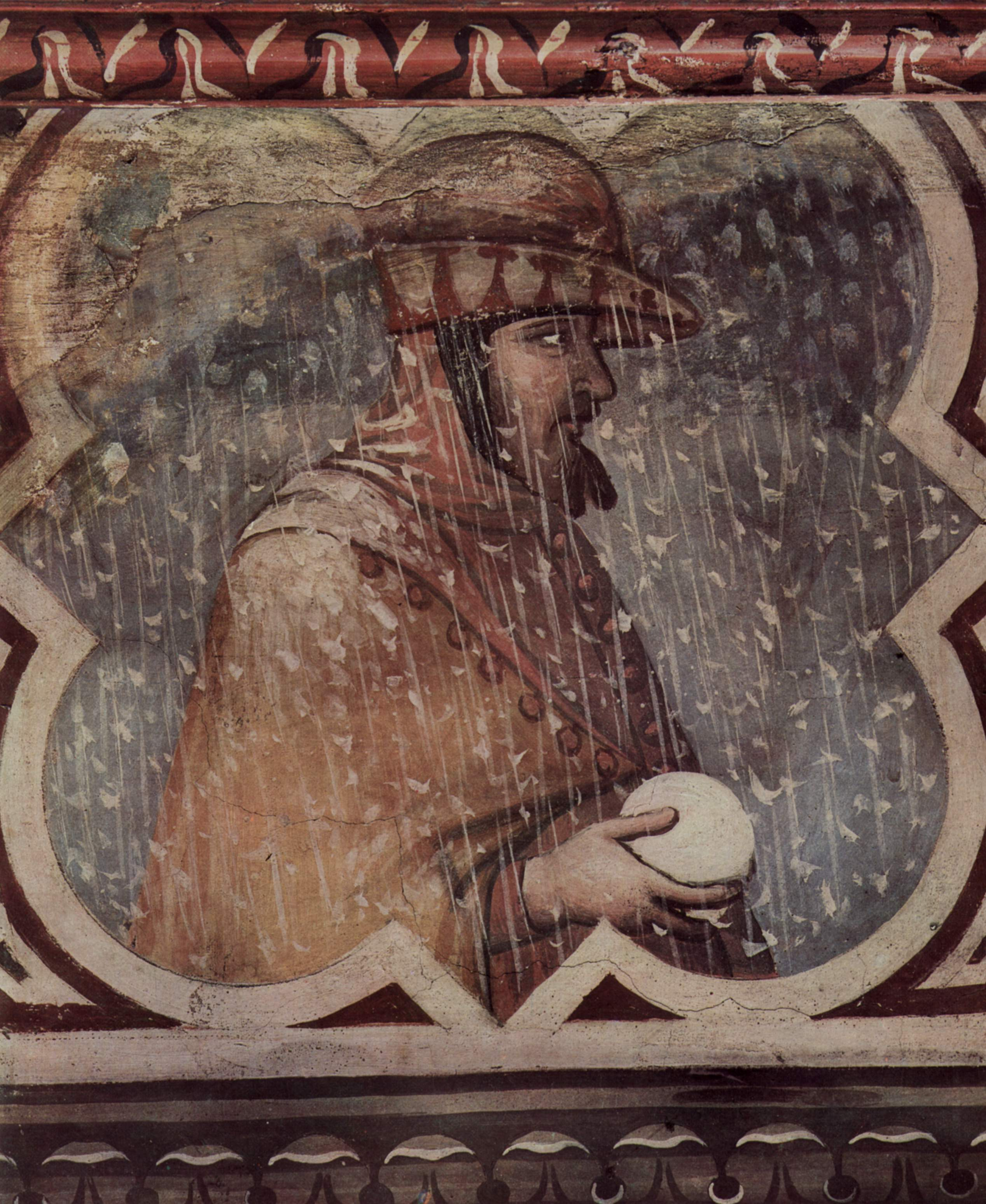
Hiver, Ambrogio Lorenzetti  (c. 1338–1340).
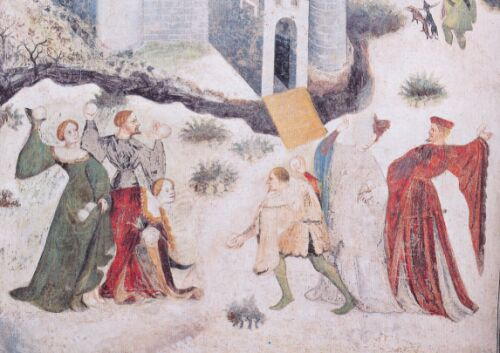
Scène médiévale (c. 1400) dépeignant une bataille de boules de neige.
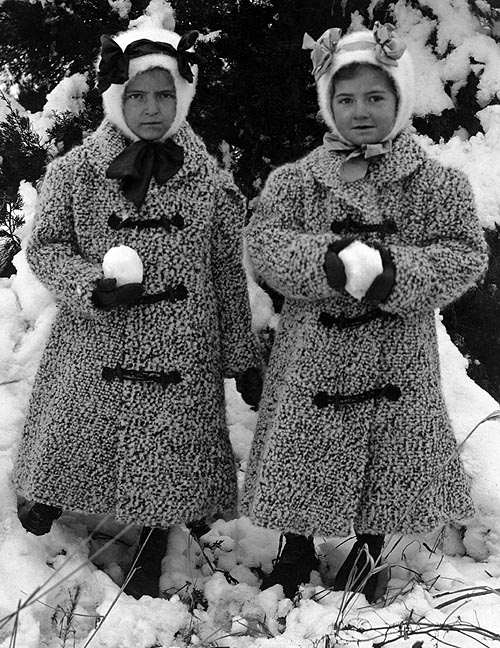
Deux enfants tenant chacun une boule de neige dans le Nebraska en 1910.
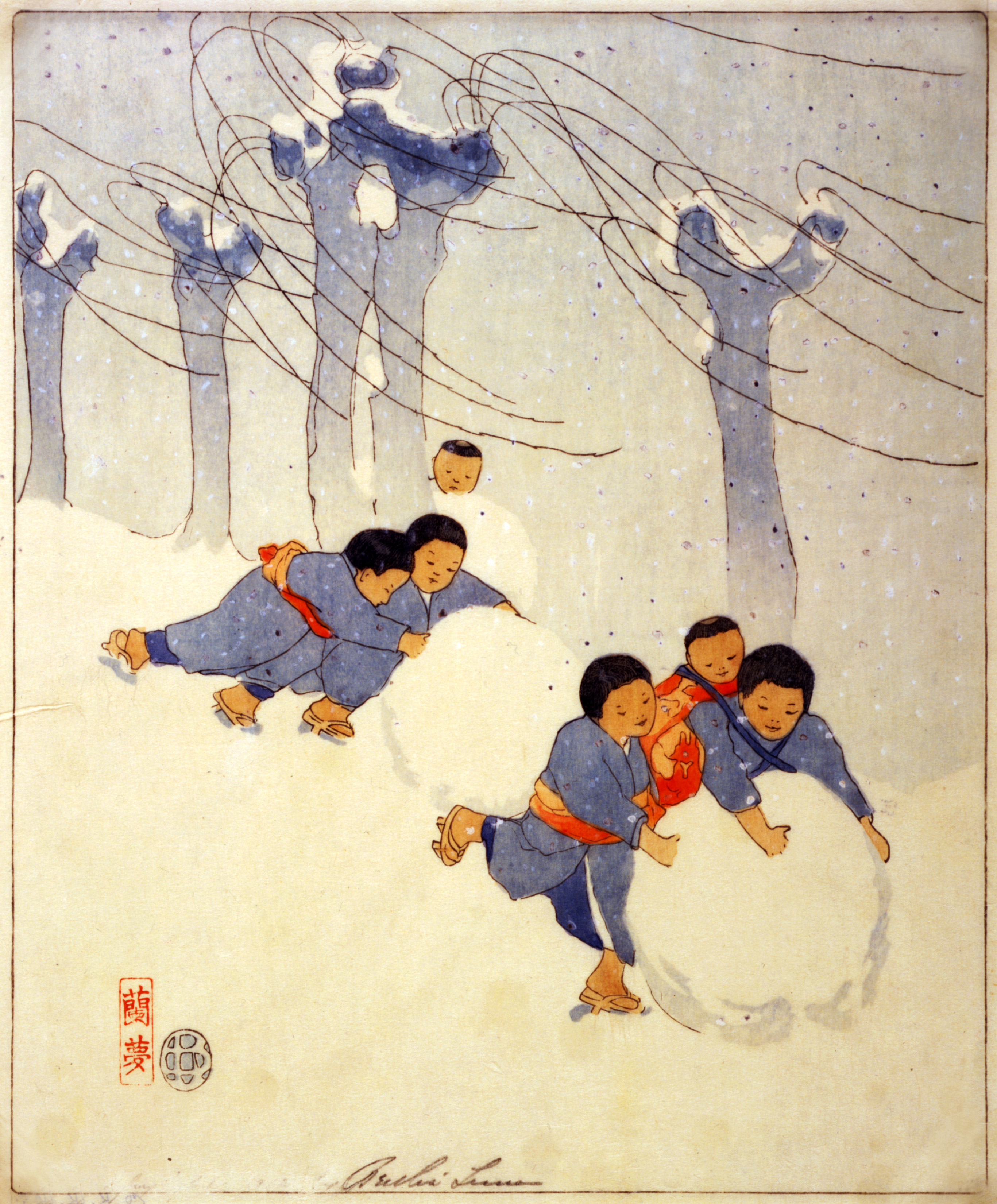
Xylographie de Bertha Lum d'enfants japonais confectionnant une boule de neige par roulage (c. 1913).